# Panchala singla
Panchala singla är en fjärilsart som beskrevs av De Nicéville 1885. Panchala singla ingår i släktet Panchala och familjen juvelvingar. Inga underarter finns listade i Catalogue of Life.